# 李韶 (成化進士)
李韶（1445年—？），字克諧，四川敘州府富順縣人，竈籍，治《書經》。

## 生平
正月二十四日生，行一，由國子生中式四川鄉試第三十名舉人。年三十四歲中式成化十四年戊戌科會試二百九名，第二甲第五十七名進士。歷官工部郎中，弘治元年（1488年）十月因工部后作房失火，被下锦衣卫狱。後復職，七年（1494年）三月升雲南布政司右參政，十二年正月升福建右布政使，十三年九月升雲南左布政使，弘治末年丁憂，服闋，正德二年（1507年）九月復除江西左布政，三年正月考察去職。

## 家族
曾祖李惟茂；祖李仲顏；父李朝縉；母胡氏。具慶下，妻羅氏，繼妻沈氏；弟彰；歆。